# تقاطع آزادگان
تقاطع آزادگان (با نام سابق میدان نهم دی)، نام تقاطع ناهمسطحی در مشهد است که بزرگراه‌های امام علی، بزرگراه نمایشگاه و بزرگراه آیت الله هاشمی رفسنجانی را به یکدیگر پیوند می‌دهد. فاز اول این تقاطع از مرداد ماه ۹۸ آغاز شده و در ۱۴ فروردین ۱۴۰۰ افتتاح شد و پیش‌بینی می‌شود تا سال‌های آینده فاز دوم آن یعنی اتصال به آزادراه مشهد-چناران نیز افتتاح شود.

## طراحی و اجرا
تقاطع ۴ سطحی آزادگان در فضایی به مساحت ۲۶۰ هزار مترمربع مشتمل بر ۱۱ دستگاه پل به روش‌های سگمنتال، درجاریز و تیر پیش‌ساخته اجرا شده است. این تقاطع دارای ۴ سطح است که سطح منفی یک آن بلوار نمایشگاه به بزرگراه آیت‌الله هاشمی رفسنجانی را با طول ۲۶۰۰ متر و به صورت زیرگذر متصل می‌کند، همچنین سطح همکف پروژه، میدان شامل دو عرشه، دو دور برگردان و سه دستگاه پل بر روی رودخانه چهل‌بازه است.
پوریا محمدیان، معاون عمران، حمل و نقل و ترافیک شهرداری مشهد نیز اظهار داشت: «این تقاطع چهارسطحی که بزرگ‌ترین تقاطع شرق کشور است با مساحت ۲۶۰ هزار متر مربعی اجرا شده، ویژگی خاص سازه این است که شریان اصلی شهر مشهد را به بزرگراه امام علی (ع) و آزادراه مشهد-چناران وصل می‌کند. در گذشته گره ترافیک سنگینی در میدان نمایشگاه وجود داشت و با اجرای پروژه ترافیک سنگین غرب مشهد برطرف شد.» محمدیان خاطرنشان کرد: «در دوره ششم مدیریت شهری چپ گرد آزادراه به سمت میثاق و پل شرق به غرب تکمیل و آماده بهره‌برداری است، ویژگی برجسته پروژه روش اجرای آن به صورت سگمنتال است که قرارگاه خاتم الانبیا (ص) مبدع این روش است. پل نمایشگاه نیز تقویت، تعریض و آماده پذیرش خروجی شد.»
معاون عمران، حمل ونقل و ترافیک شهرداری مشهد ادامه داد: در جریان ساخت این تقاطع ۵۰۰ هزار مترمکعب عملیات خاکی، ۱۴ هزار متر طول عملیات حفاری شمع، ۸ هزار و ۵۰۰ تن آرماتوربندی، ۹۵ هزار مترمکعب بتن‌ریزی، پخش ۷۵ هزار تُن آسفالت، ۳۸ هزار مترمکعب اجرای عملیات اساس و زیراساس و تأمین روشنایی پروژه انجام و در جریان اجرای کار، عملیات تعریض پل کال چهل بازه و عملیات ساخت کنارگذرهای بزرگراه مشهد چناران نیز انجام شده است.
عملیات اجرایی پروژه تقاطع چهارسطحی آزادگان مشهد از ۲۵ مرداد ماه ۹۸ و با هدف کاهش ترافیک و اتصال آزادراه مشهد-چناران-قوچان آغاز شده و فاز اول آن در ۱۴ فروردین ۱۴۰۰ افتتاح شده بود. سطح منفی یک یا زیرگذر این تقاطع چهارسطحی، محور بزرگراه آیت الله هاشمی رفسنجانی را به محور شهید برونسی متصل می‌کند. سطح صفر این تقاطع هم میدانی بیضی شکل است. سطح مثبت یک این تقاطع شرق بزرگراه امام علی (ع) را به غرب آن و به آزادراه مشهد-چناران-قوچان متصل می‌کند. همچنین سطح مثبت دو دارای دو چپ گرد است که یکی از این دوچپ گرد بزرگراه امام علی (ع) را به بولوار شهید برونسی و بزرگراه وکیل آباد و چپ‌گرد دیگر غرب بزرگراه امام علی (ع) از سوی چناران را به بزرگراه آیت الله هاشمی رفسنجانی متصل می‌کند. عملیات عمرانی ساخت این تقاطع که در محل میدان سابق نمایشگاه بین‌المللی واقع شده با مجموع هزینه‌ای حدود ۶ هزار میلیارد ریال انجام گرفت.